# Târsa (okręg Mehedinți)
Târsa – wieś w Rumunii, w okręgu Mehedinți, w gminie Stângăceau. W 2011 roku liczyła 133 mieszkańców.